# Sidewalking
Sidewalking è un singolo del gruppo musicale britannico The Jesus and Mary Chain, pubblicato il 28 marzo 1988.
Il singolo venne incluso nella compilation Barbed Wire Kisses del mese successivo e 21 Singles del luglio 2002. La traccia rifletteva l'interesse della band verso l'hip-hop e campionava il rullo di tamburi del singolo Roxanne's Revenge di Roxanne Shanté come un loop.
Raggiunse il n° 30 della classifica britannica.

## Tracce
Testi e musiche di W. e J. Reid.

### 7"
Lato 1
1. Sidewalking - 3:07

Lato 2
1. Taste of Cindy (Live) - 1:40

### 12"
Lato 1
1. Sidewalking (Extended Version) - 7:48

Lato 2
1. Sidewalking - 3:33
2. Taste of Cindy (Live) - 1:40
3. April Skies (Live) - 3:30

### CD
1. Sidewalking - 3:33
2. Sidewalking (Extended Version) - 7:50
3. Taste of Cindy (Live) - 1:40
4. Sidewalking (Chilled to the Bone) - 3:34